# Suthora
Suthora (лат.) — род птиц семейства суторовых отряда воробьинообразных. В состав рода включают 12 видов. Непальское слово Suthora — название местной птицы Suthora nipalensis. Распространены от центрального Китая до Гималаев, Тайваня и Индокитая.

## Систематика
Ранее все суторы были включены в род Paradoxornis. Однако исследования ДНК показали, что более крупные суторы и американский вид Chamaea fasciata принадлежат к той же кладе, делая этот род парафилитичным. Вследствие этого Paradoxornis был разделен на несколько более мелких родов, включая Suthora. Задающий тон Международный орнитологический конгресс (МОК) и Джеймс Клементс с соавторами в очередном издании монографии "Birds of the World, A Check List", а также BirdLife International приняли широко трактовку род Suthora, куда также включены роды Neosuthora, Chleuasicus и Sinosuthora.
Исследования ДНК показывают, что суторовые образуют общую группу с американской тимелией, бывшими представителями цистиколовых из рода Rhopophilus и несколькими родами, которые ранее также считались тимелиями (Fulvetta, Lioparus, Chrysomma, Moupinia и Myzornis).  Согласно последним исследованиям эта группа, в свою очередь, наиболее тесно связана с cлавковыми в составе Sylviidae. Однако две группы разошлись примерно 19 миллионов лет назад, поэтому влиятельный Международный орнитологический конгресс (МОК) теперь выделяет их в собственное семейство, Paradoxornithidae.

## Классификация
В состав рода включают 12 видов:
| Изображение | Русское название      | Научное название          | Распространение                                             |
| ----------- | --------------------- | ------------------------- | ----------------------------------------------------------- |
|             | Короткохвостая сутора | Suthora davidiana         | Китай, Лаос, Мьянма, Таиланд и Вьетнам                      |
|             | Желтолобая сутора     | Suthora fulvifrons        | Непал, Бутан и Китай                                        |
|             | Сероухая сутора       | Suthora nipalensis        | Бутан, Индия, Лаос, Мьянма, Непал, Таиланд, Тибет и Вьетнам |
|             | Золотистая сутора     | Suthora verreauxi         | Китай, Лаос, Мьянма, Тайвань и Вьетнам                      |
|             | Чернобровая сутора    | Suthora atrosuperciliaris | Бангладеш, Бутан, Индия, Китай, Лаос, Мьянма и Таиланд      |
|             | Очковая сутора        | Suthora conspicillata     | центральный Китай                                           |
|             | Тёмная сутора         | Suthora zappeyi           | центральный Китай                                           |
|             | Бурокрылая сутора     | Suthora brunnea           | от Мьянмы до юга и юго-запада Китая                         |
|             | Китайская сутора      | Suthora ricketti          | южная Сычуань и северная Юньнань (Китай)                    |
|             | Бурая сутора          | Suthora webbiana          | Китай, Япония, Корея, Монголия, Россия, Тайвань и Вьетнам   |
|             | Серогорлая сутора     | Suthora alphonsiana       | Китай, Вьетнам                                              |
|             | Сутора Пржевальского  | Suthora przewalskii       | центральный Китай                                           |

## Морфология
Длина тела 11–15 см; масса тела 5–13 г.